# Prasinocyma inversicaulis
Prasinocyma inversicaulis là một loài bướm đêm trong họ Geometridae.